# Клубные турниры УЕФА
Европейские футбольные клубные турниры, также известные как футбольные еврокубки — проводимые, а также проводившиеся ранее под эгидой УЕФА, соревнования, а также предшественник Кубка УЕФА и Лиги Европы УЕФА — Кубок Ярмарок, который вместе с двумя указанными соревнованиями рассматривается многими историками и статистиками футбола как единый турнир.
На данный момент проводятся четыре таких соревнования: Лига чемпионов УЕФА, Лига Европы УЕФА, Лига конференций УЕФА и Суперкубок УЕФА. УЕФА ранее также проводил следующие клубные турниры: Кубок обладателей кубков УЕФА, который был упразднён в 1999 году; Кубок Интертото, упразднённый в 2008 году.
К главным еврокубкам, разыгрывающимся на протяжении всего сезона, относятся Кубок европейских чемпионов (с 1992 года — Лига чемпионов УЕФА), Кубок обладателей кубков (упразднён в 1999 году) и Лига Европы УЕФА (до 2009 года — Кубок УЕФА). УЕФА формально не может рассматривать Кубок ярмарок, являющийся непосредственным предшественником Кубка УЕФА, так как он не проводился под эгидой этой организации. Однако результаты этих турниров приводятся на сайте УЕФА для статистической информации, кроме того, ведущие статистические организации, такие как RSSSF, традиционно не разделяют достижения клубов в Кубке ярмарок и Кубке УЕФА. Иногда в качестве еврокубка учитывается Кубок Интертото УЕФА, учрежденный и впервые разыгранный в 1961 году, а с 1995 перешедший эгиду УЕФА (с сезона 2009/10 розыгрыш данного кубка прекращён).
С сезона 2021/22 проводится Лига конференций УЕФА — третий уровень европейского клубного футбола, после Лиги чемпионов и Лиги Европы, и впервые с 1999 года (момента упразднения Кубка обладателей кубков) на протяжении всего сезона УЕФА вновь будут проводиться три турнира.
До турниров УЕФА существовали различные турниры между европейскими клубами. Также между победителями двух главных еврокубков проводится Суперкубок Европы (Суперкубок УЕФА).
Межконтинентальный кубок, где принимали участие клубы, входящие в УЕФА и КОНМЕБОЛ, организовывала Японская футбольная ассоциация совместно с компанией Toyota. Континентальные футбольные организации Европы и Южной Америки не были организаторами этого турнира и лишь давали своё согласие на участие клубов-победителей (иногда — финалистов) Лиги чемпионов и Кубка Либертадорес. С 2005 года Межконтинентальный кубок был заменён клубным чемпионатом мира, первый розыгрыш которого прошёл в 2000 году. От Европы в нём принимает участие победитель Лиги чемпионов.

## Принятые в статье сокращения
ЛЧ — Лига чемпионов

КЕЧ — Кубок европейских чемпионов

КУЕФА — Кубок УЕФА

ЛЕ — Лига Европы УЕФА

КОК — Кубок обладателей кубков

СКУ — Суперкубок УЕФА

КЯ — Кубок ярмарок

КИ — Кубок Интертото

ЛК — Лига конференций

ГЭ — групповой этап

## Представительство
Количество клубов, которые представляют в еврокубках разные федерации, входящие в УЕФА, а также то, в каких соревнованиях и с каких этапов эти клубы стартуют, различается. Представительство каждой страны зависит от места, которое она занимает в специальном рейтинге, который обычно называют «Таблицей коэффициентов УЕФА». Кроме представительства через таблицу коэффициентов, для клубов существовали следующие способы квалифицироваться в еврокубки:
- с сезона 1995—96 финалисты Кубка Интертото получили право выступать в Кубке УЕФА (сначала два, потом три, а с сезона 2006—07 по сезон 2008—09 — одиннадцать команд);
- с сезона 1999/00 три дополнительных места в Кубке УЕФА получили по одному представителю от стран, лидирующих в рейтинге Fair Play.[1]

### Таблица коэффициентов УЕФА
Таблица коэффициентов составляется на основе следующих правил.
- По окончании сезона для каждой футбольной федерации подсчитывается так называемый «коэффициент сезона»:
  - Сумма очков, заработанных клубами, представлявшими страну в европейских клубных турнирах данного сезона, делится на количество таких клубов (коэффициент считается до тысячных долей, без округления).
- Например в сезоне 2019/20 для Таблицы коэффициентов УЕФА очки начисляются по следующим правилам:
  - в квалификационных (предварительных) раундах: победа — 1 очко, ничья — 0,5 очка, поражение — 0 очков;
  - в основных раундах: победа — 2 очка, ничья — 1 очко, поражение — 0 очков;
  - за попадание клуба в групповой этап Лиги чемпионов (через квалификационный раунд или автоматически) ему присуждается 4 бонусных очка;
  - за попадание клуба 1/8 финала Лиги чемпионов — 5 бонусных очков;
  - за выход клуба в 1/4 финала, 1/2 финала и финал Лиги чемпионов или 1/4 финала, 1/2 финала и финал Лиги Европы присуждается по 1 бонусному очку (а вот за победу в финалах в обоих ЕК бонус не дается).[6][7]

Таблица, которая определяет представительство стран в еврокубках на какой-либо сезон, составляется путем суммирования пяти предшествующих коэффициентов сезона, начиная с предпоследнего.
Впервые таблица коэффициентов УЕФА была рассчитана по итогам сезонов с 1974—75 по 1978—79. В 1979 установлена первая версия правил, определяющих количество клубов-представителей каждой страны в зависимости от места этой страны в таблице коэффициентов.

### Посев и клубный рейтинг УЕФА
Клубные коэффициенты рассчитываются на основании результатов клубов в Лиге чемпионов УЕФА и Лиге Европы УЕФА за последние пять сезонов. Рейтинг определяет посев клубов при жеребьевке в соревнованиях под эгидой УЕФА. Клубные коэффициенты в отдельном сезоне определяются на основании результатов клубов в текущем розыгрыше Лиги чемпионов УЕФА и Лиги Европы УЕФА. Коэффициент клуба представляет собой или сумму всех очков, набранных клубом за пять лет, или считается равным 20% рейтинга футбольной ассоциации за тот же период времени (при этом выбирается более высокий показатель из двух указанных). Описанная система подсчёта рейтинга действует с сезона 2018/19.

## История
| Временная шкала еврокубков | Временная шкала еврокубков | Временная шкала еврокубков | Временная шкала еврокубков | Временная шкала еврокубков | Временная шкала еврокубков | Временная шкала еврокубков | Временная шкала еврокубков | Временная шкала еврокубков | Временная шкала еврокубков | Временная шкала еврокубков | Временная шкала еврокубков | Временная шкала еврокубков | Временная шкала еврокубков | Временная шкала еврокубков | Временная шкала еврокубков | Временная шкала еврокубков | Временная шкала еврокубков | Временная шкала еврокубков | Временная шкала еврокубков | Временная шкала еврокубков | Временная шкала еврокубков | Временная шкала еврокубков | Временная шкала еврокубков | Временная шкала еврокубков | Временная шкала еврокубков | Временная шкала еврокубков | Временная шкала еврокубков | Временная шкала еврокубков | Временная шкала еврокубков | Временная шкала еврокубков | Временная шкала еврокубков | Временная шкала еврокубков | Временная шкала еврокубков | Временная шкала еврокубков | Временная шкала еврокубков | Временная шкала еврокубков | Временная шкала еврокубков | Временная шкала еврокубков | Временная шкала еврокубков | Временная шкала еврокубков | Временная шкала еврокубков | Временная шкала еврокубков | Временная шкала еврокубков | Временная шкала еврокубков | Временная шкала еврокубков | Временная шкала еврокубков | Временная шкала еврокубков | Временная шкала еврокубков | Временная шкала еврокубков | Временная шкала еврокубков | Временная шкала еврокубков | Временная шкала еврокубков | Временная шкала еврокубков | Временная шкала еврокубков | Временная шкала еврокубков | Временная шкала еврокубков | Временная шкала еврокубков | Временная шкала еврокубков | Временная шкала еврокубков | Временная шкала еврокубков | Временная шкала еврокубков | Временная шкала еврокубков | Временная шкала еврокубков | Временная шкала еврокубков | Временная шкала еврокубков | Временная шкала еврокубков | Временная шкала еврокубков | Временная шкала еврокубков |
| -------------------------- | -------------------------- | -------------------------- | -------------------------- | -------------------------- | -------------------------- | -------------------------- | -------------------------- | -------------------------- | -------------------------- | -------------------------- | -------------------------- | -------------------------- | -------------------------- | -------------------------- | -------------------------- | -------------------------- | -------------------------- | -------------------------- | -------------------------- | -------------------------- | -------------------------- | -------------------------- | -------------------------- | -------------------------- | -------------------------- | -------------------------- | -------------------------- | -------------------------- | -------------------------- | -------------------------- | -------------------------- | -------------------------- | -------------------------- | -------------------------- | -------------------------- | -------------------------- | -------------------------- | -------------------------- | -------------------------- | -------------------------- | -------------------------- | -------------------------- | -------------------------- | -------------------------- | -------------------------- | -------------------------- | -------------------------- | -------------------------- | -------------------------- | -------------------------- | -------------------------- | -------------------------- | -------------------------- | -------------------------- | -------------------------- | -------------------------- | -------------------------- | -------------------------- | -------------------------- | -------------------------- | -------------------------- | -------------------------- | -------------------------- | -------------------------- | -------------------------- | -------------------------- | -------------------------- | -------------------------- |
| 1950                       | 1950                       | 1950                       | 1950                       | 1950                       | 1960                       | 1960                       | 1960                       | 1960                       | 1960                       | 1960                       | 1960                       | 1960                       | 1960                       | 1960                       | 1970                       | 1970                       | 1970                       | 1970                       | 1970                       | 1970                       | 1970                       | 1970                       | 1970                       | 1970                       | 1980                       | 1980                       | 1980                       | 1980                       | 1980                       | 1980                       | 1980                       | 1980                       | 1980                       | 1980                       | 1990                       | 1990                       | 1990                       | 1990                       | 1990                       | 1990                       | 1990                       | 1990                       | 1990                       | 1990                       | 2000                       | 2000                       | 2000                       | 2000                       | 2000                       | 2000                       | 2000                       | 2000                       | 2000                       | 2000                       | 2010                       | 2010                       | 2010                       | 2010                       | 2010                       | 2010                       | 2010                       | 2010                       | 2010                       | 2010                       | 2020                       | 2020                       | 2020                       | 2020                       |
| 5                          | 6                          | 7                          | 8                          | 9                          | 0                          | 1                          | 2                          | 3                          | 4                          | 5                          | 6                          | 7                          | 8                          | 9                          | 0                          | 1                          | 2                          | 3                          | 4                          | 5                          | 6                          | 7                          | 8                          | 9                          | 0                          | 1                          | 2                          | 3                          | 4                          | 5                          | 6                          | 7                          | 8                          | 9                          | 0                          | 1                          | 2                          | 3                          | 4                          | 5                          | 6                          | 7                          | 8                          | 9                          | 0                          | 1                          | 2                          | 3                          | 4                          | 5                          | 6                          | 7                          | 8                          | 9                          | 0                          | 1                          | 2                          | 3                          | 4                          | 5                          | 6                          | 7                          | 8                          | 9                          | 0                          | 1                          | 2                          | 3                          |
| Кубок чемпионов            | Кубок чемпионов            | Кубок чемпионов            | Кубок чемпионов            | Кубок чемпионов            | Кубок чемпионов            | Кубок чемпионов            | Кубок чемпионов            | Кубок чемпионов            | Кубок чемпионов            | Кубок чемпионов            | Кубок чемпионов            | Кубок чемпионов            | Кубок чемпионов            | Кубок чемпионов            | Кубок чемпионов            | Кубок чемпионов            | Кубок чемпионов            | Кубок чемпионов            | Кубок чемпионов            | Кубок чемпионов            | Кубок чемпионов            | Кубок чемпионов            | Кубок чемпионов            | Кубок чемпионов            | Кубок чемпионов            | Кубок чемпионов            | Кубок чемпионов            | Кубок чемпионов            | Кубок чемпионов            | Кубок чемпионов            | Кубок чемпионов            | Кубок чемпионов            | Кубок чемпионов            | Кубок чемпионов            | Кубок чемпионов            | Кубок чемпионов            | Лига чемпионов             | Лига чемпионов             | Лига чемпионов             | Лига чемпионов             | Лига чемпионов             | Лига чемпионов             | Лига чемпионов             | Лига чемпионов             | Лига чемпионов             | Лига чемпионов             | Лига чемпионов             | Лига чемпионов             | Лига чемпионов             | Лига чемпионов             | Лига чемпионов             | Лига чемпионов             | Лига чемпионов             | Лига чемпионов             | Лига чемпионов             | Лига чемпионов             | Лига чемпионов             | Лига чемпионов             | Лига чемпионов             | Лига чемпионов             | Лига чемпионов             | Лига чемпионов             | Лига чемпионов             | Лига чемпионов             | Лига чемпионов             | Лига чемпионов             | Лига чемпионов             | Лига чемпионов             |
| Кубок ярмарок              | Кубок ярмарок              | Кубок ярмарок              | Кубок ярмарок              | Кубок ярмарок              | Кубок ярмарок              | Кубок ярмарок              | Кубок ярмарок              | Кубок ярмарок              | Кубок ярмарок              | Кубок ярмарок              | Кубок ярмарок              | Кубок ярмарок              | Кубок ярмарок              | Кубок ярмарок              | Кубок ярмарок              | Кубок ярмарок              | Кубок УЕФА                 | Кубок УЕФА                 | Кубок УЕФА                 | Кубок УЕФА                 | Кубок УЕФА                 | Кубок УЕФА                 | Кубок УЕФА                 | Кубок УЕФА                 | Кубок УЕФА                 | Кубок УЕФА                 | Кубок УЕФА                 | Кубок УЕФА                 | Кубок УЕФА                 | Кубок УЕФА                 | Кубок УЕФА                 | Кубок УЕФА                 | Кубок УЕФА                 | Кубок УЕФА                 | Кубок УЕФА                 | Кубок УЕФА                 | Кубок УЕФА                 | Кубок УЕФА                 | Кубок УЕФА                 | Кубок УЕФА                 | Кубок УЕФА                 | Кубок УЕФА                 | Кубок УЕФА                 | Кубок УЕФА                 | Кубок УЕФА                 | Кубок УЕФА                 | Кубок УЕФА                 | Кубок УЕФА                 | Кубок УЕФА                 | Кубок УЕФА                 | Кубок УЕФА                 | Кубок УЕФА                 | Кубок УЕФА                 | Кубок УЕФА                 | Лига Европы                | Лига Европы                | Лига Европы                | Лига Европы                | Лига Европы                | Лига Европы                | Лига Европы                | Лига Европы                | Лига Европы                | Лига Европы                | Лига Европы                | Лига Европы                | Лига Европы                | Лига Европы                |
|                            |                            |                            |                            |                            |                            |                            |                            |                            |                            |                            |                            |                            |                            |                            |                            |                            |                            | Суперкубок УЕФА            |                            |                            |                            |                            |                            |                            |                            |                            |                            |                            |                            |                            |                            |                            |                            |                            |                            |                            |                            |                            |                            |                            |                            |                            |                            |                            |                            |                            |                            |                            |                            |                            |                            |                            |                            |                            |                            |                            |                            |                            |                            |                            |                            |                            |                            |                            |                            |                            |                            |                            |
|                            |                            |                            |                            |                            |                            |                            |                            |                            |                            |                            |                            |                            |                            |                            |                            |                            |                            |                            |                            |                            |                            |                            |                            |                            |                            |                            |                            |                            |                            |                            |                            |                            |                            |                            |                            |                            |                            |                            |                            |                            |                            |                            |                            |                            |                            |                            |                            |                            |                            |                            |                            |                            |                            |                            |                            |                            |                            |                            |                            |                            |                            |                            |                            |                            |                            | Лига конференций           |                            |                            |
|                            |                            |                            |                            |                            | Кубок обладателей кубков   |                            |                            |                            |                            |                            |                            |                            |                            |                            |                            |                            |                            |                            |                            |                            |                            |                            |                            |                            |                            |                            |                            |                            |                            |                            |                            |                            |                            |                            |                            |                            |                            |                            |                            |                            |                            |                            |                            |                            |                            |                            |                            |                            |                            |                            |                            |                            |                            |                            |                            |                            |                            |                            |                            |                            |                            |                            |                            |                            |                            |                            |                            |                            |
|                            |                            |                            |                            |                            |                            | Кубок Интертото            | Кубок Интертото            | Кубок Интертото            | Кубок Интертото            | Кубок Интертото            | Кубок Интертото            | Кубок Интертото            | Кубок Интертото            | Кубок Интертото            | Кубок Интертото            | Кубок Интертото            | Кубок Интертото            | Кубок Интертото            | Кубок Интертото            | Кубок Интертото            | Кубок Интертото            | Кубок Интертото            | Кубок Интертото            | Кубок Интертото            | Кубок Интертото            | Кубок Интертото            | Кубок Интертото            | Кубок Интертото            | Кубок Интертото            | Кубок Интертото            | Кубок Интертото            | Кубок Интертото            | Кубок Интертото            | Кубок Интертото            | Кубок Интертото            | Кубок Интертото            | Кубок Интертото            | Кубок Интертото            | Кубок Интертото            | Кубок Интертото            | Кубок Интертото            | Кубок Интертото            | Кубок Интертото            | Кубок Интертото            | Кубок Интертото            | Кубок Интертото            | Кубок Интертото            | Кубок Интертото            | Кубок Интертото            | Кубок Интертото            | Кубок Интертото            | Кубок Интертото            | Кубок Интертото            |                            |                            |                            |                            |                            |                            |                            |                            |                            |                            |                            |                            |                            |                            |                            |

Примечание. Красной заливкой выделены турниры-предшественники, проводившиеся не под эгидой УЕФА. Жёлтой заливкой — турниры УЕФА, прекратившие свое существование. Зелёной заливкой — действующие еврокубки под эгидой УЕФА.

### Кубок Ярмарок, Кубок УЕФА, Лига Европы
Старейшим европейским клубным турниром был «Кубок ярмарок», проводившийся с 1955 по 1971 год. Он появился 18 апреля 1955 года, когда в местечке Райнфельден около Базеля был организован футбольный турнир, в котором принимали участие сборные команды из городов Европы, где регулярно проходили международные ярмарки. Самый первый матч Кубка состоялся 4 июня 1955 в Базеле: встречались Сборная Базеля и	Сборная Лондона, победу со счетом 5:0 одержали британцы.
| 4 июня 1955 | Сборная Базеля | 0:5        | Сборная Лондона                      | Базель                                                    |
| |                | (протокол) | Фирмани 35′ 81′ · Холтон 37′ 43′ 74′ | Стадион: Санкт-Якоб Зрителей: 12 500 Судья: Алоис Пеннинг |
| Сборная Базеля: Вернер Шляй, Вернер Бопп, Хансрюди Фитце, Петер Редольфи, Ханс Вебер, Рихард Цингг, Вальтер Баннварт, Йозеф Хюги, Хуан Монрос, Хансюли Оберер, Курт Тальмар Сборная Лондона: Рон Рейнольдс, Питер Силлетт, Джим Фотерингем, Стэн Уиллемс, Кен Армстронг, Дерек Сондерз (65' Брайан Николас), Гарри Хупер, Джонни Хейнс, Клифф Холтон, Эдди Фирмани, Билли Кирнан |                |            |                                      |                                                           |

В первых розыгрышах действовал принцип один город — одна команда. После 1968 года к участию стали приглашаться команды, занявшие призовые места в своих чемпионатах. В 1971 году он был сменён Кубком УЕФА. Кубок ярмарок является предшественником Кубка УЕФА, но официальным турниром под эгидой УЕФА на сегодняшний день не признан.

### Кубок чемпионов, Лига чемпионов
В 1955 году так же, как и Кубок Ярмарок был основан первый официальный и одновременно наиболее значимый еврокубок — Кубок европейских чемпионов. Он был создан по предложению французского спортивного журналиста и редактора «L’Équipe» Габриэля Ано. Идея о континентальном футбольном турнире посетила Ано после заявлений английской прессы о том, что «Вулверхэмптон Уондерерс», победивший осенью 1954 года «Спартак» и «Гонвед», является сильнейшим клубом мира. В своей газете Ано ответил, что для выявления сильнейшего клуба нужно провести соревнование, включающее в себя и домашние, и гостевые матчи. Уже на следующий день Ано опубликовал возможный проект турнира, а в сентябре 1955 года стартовал первый Кубок европейских чемпионов.
Первый Кубок европейских чемпионов 1955/1956 и последующие вплоть до 1991 года розыгрыши Кубка были турнирами на выбывание, где каждый раунд игрался в два матча (дома и в гостях). Самым первым матчем официального еврокубка стала игра первого раунда, прошедшая 4 сентября 1955 года в Лиссабоне между «Спортингом» и «Партизаном»:
| 4 сентября 1955 | Спортинг Лиссабон          | 3:3 (1:1) | Партизан                         | Лиссабон                                                          |
| 21:00 CET       | Мартинш 14′, 78′ · Ким 65′ | отчёт     | Милутинович 45′, 50′ · Бобек 73′ | Стадион: Национальный стадион Зрителей: 30 000 Судья: Деян Харжич |

До 1991 года в розыгрыше КЕЧ участвовали чемпионы стран и последний обладатель Кубка европейских чемпионов. Начиная с сезона 1991/92, формат турнира был изменён, в него был включён групповой раунд, а в следующем году турнир сменил название, став Лигой чемпионов. Далее последовало несколько изменений в количестве квалификационных этапов, структуре групп. В сезоне 1997/98 в турнире стали участвовать команды, занявшие вторые места в ряде стран (в соответствии с таблицей коэффициентов УЕФА). Система квалификационных раундов была перестроена так, чтобы чемпионы стран с низким коэффициентом могли принять участие в одном или нескольких квалификационных этапах до начала группового этапа, а команды из стран с высоким коэффициентом вступали бы в борьбу позже. В настоящий момент страны с наивысшим коэффициентом представляются в Лиге чемпионов четырьмя клубами.
В период с 1960 по 2004 год обладатель Кубка европейских чемпионов участвовал в ныне отменённом Межконтинентальном кубке против обладателя южноамериканского Кубка Либертадорес. Сейчас победитель Лиги чемпионов участвует в Клубном чемпионате мира — турнире под эгидой ФИФА.

### Кубок обладателей кубков
Третьим по очереди был основан Кубок обладателей кубков УЕФА. Идея создания турнира так же, как и для предыдущих еврокубков, была предложена европейскими журналистами: сделать турнир, по схеме напоминающий Кубок чемпионов, но с участниками — клубами-победителями национальных кубков.
Первый Кубок обладателей кубков был разыгран в сезоне 1960/61 как экспериментальный турнир. Начальная реакция на создание соревнования была прохладной: у многих европейских ассоциации не было национальных кубков, а в тех странах, в которых они существовали, престиж кубка был ниже, чем у национального чемпионата. Только в таких странах, как Англия, Шотландия и, в меньшей степени, Германия и Испания, выиграть кубок считалось очень престижным. Многие из клубов, имеющих право участвовать в Кубке, такие как «Атлетико Мадрид» и «Монако» не заявились для участия в новом турнире. Впоследствии интерес общественности и СМИ возрос. Во втором розыгрыше в сезоне 1961/62 УЕФА приняла заявки всех команд-участниц, имеющих право играть в Кубке. К 1968 году все страны-участницы УЕФА уже проводили национальный кубок, а Кубок обладателей кубков утвердился как второй самый престижный турнир для европейских футбольных клубов.
После учреждения Лиги чемпионов УЕФА престиж Кубка обладателей кубков начал снижаться. С расширением Лиги чемпионов в 1997 году, которое позволило принимать участие в соревновании не только команде-чемпиону, но и призёрам чемпионатов, Кубок начал выглядеть заметно слабее по составу играющих команд. Многие из команд, которые ранее могли сыграть только в Кубке, получили право играть в Лиге чемпионов, финишируя вторыми в национальном чемпионате — например, «Барселона» в сезоне 1997/98, мюнхенская «Бавария» и ПСВ в сезоне 1998/99: это в конечном итоге сильно ослабило соревнование. Интерес к турниру понизился, поэтому после завершения сезона 1998/99 УЕФА приняло решение соревнование упразднить. С тех пор победители национальных кубков, если они не квалифицировались в Лигу чемпионов, получили право играть в Кубке УЕФА/Лиге Европы УЕФА. Первым обладателем трофея стала «Фиорентина» в 1961 году, последним — «Лацио» в 1999 году.

## Участие стран в еврокубках
В данном разделе представлена история изменения состава стран-участниц европейских клубных турниров: от 15 в 1955 году до 55 в 2022 году.
| Количество участников | Количество участников | Изменения в количестве участников   | Изменения в количестве участников | Изменения в количестве участников                              |
| С сезона              | Всего                 | Изменение количества стран-участниц | Добавились страны | Исключены страны                                               |
| --------------------- | --------------------- | ----------------------------------- | --- | -------------------------------------------------------------- |
| 1955/56               | 16                    | +16                                 | Австрия, Бельгия, Венгрия, ФРГ, Нидерланды, Дания, Испания, Италия, Польша, Португалия, Саар, Югославия, Франция, Швейцария, Швеция, Шотландия |                                                                |
| 1956/57               | 21                    | +5                                  | Англия, Болгария, Люксембург, Румыния, Турция, Чехословакия                                                                                    | Саар                                                           |
| 1957/58               | 23                    | +2                                  | ГДР, Ирландия, Северная Ирландия | Турция                                                         |
| 1958/59               | 25                    | +2                                  | Финляндия, Турция (возврат) |                                                                |
| 1959/60               | 26                    | +1                                  | Греция |                                                                |
| 1960/61               | 25                    | -1                                  | Норвегия | Румыния, Северная Ирландия                                     |
| 1961/62               | 29                    | +4                                  | Мальта, Уэльс, Румыния (возврат), Северная Ирландия (возврат)                                                                                  |                                                                |
| 1962/63               | 30                    | +1                                  | Албания |                                                                |
| 1963/64               | 31                    | +1                                  | Кипр |                                                                |
| 1964/65               | 32                    | +1                                  | Исландия |                                                                |
| 1965/66               | 33                    | +1                                  | СССР |                                                                |
| 1966/67               | 32                    | -1                                  | | Албания                                                        |
| 1968/69               | 32                    | 0                                   | Албания (возврат) | СССР                                                           |
| 1969/70               | 33                    | +1                                  | СССР (возврат) |                                                                |
| 1972/73               | 32                    | -1                                  | | Сев. Ирландия                                                  |
| 1973/74               | 32                    | 0                                   | Сев. Ирландия (возврат) | Албания                                                        |
| 1974/75               | 31                    | -1                                  | | Кипр                                                           |
| 1975/76               | 32                    | +1                                  | Кипр (возврат) |                                                                |
| 1978/79               | 33                    | +1                                  | Албания (возврат) |                                                                |
| 1985/86               | 32                    | -1                                  | | Англия (дисквалификация)                                       |
| 1989/90               | 33                    | +1                                  | Англия (возврат) |                                                                |
| 1992/93               | 38                    | +5                                  | Израиль, Латвия, Литва, Лихтенштейн, Россия, Словения, Украина, Фарерские острова, Эстония                                                     | ГДР (объединилась с ФРГ), СССР, Югославия (распались), Албания |
| 1993/94               | 44                    | +6                                  | Белоруссия, Грузия, Молдавия, Словакия, Хорватия, Чехия, Албания (возврат)                                                                     | Чехословакия (распалась)                                       |
| 1994/95               | 47                    | +3                                  | Азербайджан, Армения, Македония |                                                                |
| 1995/96               | 48                    | +1                                  | Югославия (с 2003 года как Сербия и Черногория)                                                                                                |                                                                |
| 1997/98               | 48                    | 0                                   | Андорра | Албания                                                        |
| 1998/99               | 50                    | +2                                  | Босния и Герцеговина, Албания (возврат) |                                                                |
| 1999/00               | 49                    | -1                                  | | Босния и Герцеговина                                           |
| 2000/01               | 51                    | +2                                  | Сан-Марино, Босния и Герцеговина (возврат) |                                                                |
| 2002/03               | 51                    | 0                                   | Казахстан | Азербайджан                                                    |
| 2004/05               | 51                    | 0                                   | Азербайджан (возврат) | Казахстан                                                      |
| 2005/06               | 52                    | +1                                  | Казахстан (возврат) |                                                                |
| 2007/08               | 53                    | +1                                  | Черногория |                                                                |
| 2014/15               | 54                    | +1                                  | Гибралтар |                                                                |
| 2016/17               | 55                    | +1                                  | Косово |                                                                |
| 2022/23               | 54                    | -1                                  | | Россия (дисквалификация)                                       |

## Статистика

### Сводная статистика по странам
В данном разделе представлена сводная статистика выступлений представителей стран по состоянию на 9 сентября 2019 года.
| Страна               | Матчи | Победы | Ничьи | Поражения | Мячи        | Разница | Очки, % |
| -------------------- | ----- | ------ | ----- | --------- | ----------- | ------- | ------- |
| Австрия              | 1165  | 439    | 243   | 483       | 1606 — 1691 | -85     | 48,11   |
| Азербайджан          | 317   | 92     | 79    | 146       | 306 — 465   | -159    | 41,48   |
| Албания              | 357   | 68     | 74    | 215       | 275 — 640   | -365    | 29,41   |
| Англия               | 2647  | 1375   | 618   | 653       | 4597 — 2622 | 1975    | 63,62   |
| Андорра              | 106   | 8      | 10    | 88        | 42 — 336    | -294    | 12,26   |
| Армения              | 229   | 47     | 38    | 144       | 166 — 420   | -254    | 28,82   |
| Белоруссия           | 410   | 131    | 111   | 168       | 485 — 604   | -119    | 45,49   |
| Бельгия              | 1586  | 669    | 337   | 580       | 2368 — 2131 | 237     | 52,81   |
| Болгария             | 892   | 320    | 193   | 379       | 1239 — 1252 | -13     | 46,69   |
| Босния и Герцеговина | 245   | 80     | 53    | 112       | 271 — 375   | -104    | 43,47   |
| Венгрия              | 937   | 366    | 174   | 397       | 1405 — 1410 | -5      | 48,35   |
| ГДР                  | 531   | 213    | 111   | 207       | 770 — 703   | 67      | 50,56   |
| Германия             | 2754  | 1351   | 594   | 809       | 4925 — 3292 | 1633    | 59,84   |
| Гибралтар            | 43    | 8      | 9     | 26        | 34 — 89     | -55     | 29,07   |
| Нидерланды           | 1696  | 718    | 395   | 583       | 2612 — 2080 | 532     | 53,98   |
| Греция               | 1235  | 438    | 285   | 512       | 1542 — 1768 | -226    | 47,00   |
| Грузия               | 299   | 100    | 50    | 149       | 339 — 483   | -144    | 41,81   |
| Дания                | 1027  | 363    | 215   | 449       | 1423 — 1580 | -157    | 45,81   |
| Израиль              | 553   | 214    | 120   | 219       | 741 — 757   | -16     | 49,55   |
| Ирландия             | 525   | 92     | 111   | 322       | 421 — 1041  | -620    | 28,10   |
| Исландия             | 458   | 93     | 84    | 281       | 401 — 1005  | -604    | 29,48   |
| Испания              | 2971  | 1556   | 645   | 768       | 5222 — 3166 | 2056    | 63,23   |
| Италия               | 2704  | 1325   | 658   | 721       | 4188 — 2720 | 1468    | 61,17   |
| Казахстан            | 249   | 85     | 62    | 102       | 296 — 325   | -29     | 46,59   |
| Кипр                 | 690   | 225    | 135   | 330       | 847 — 1233  | -386    | 42,39   |
| Косово               | 22    | 5      | 6     | 11        | 23 — 33     | -10     | 36,36   |
| Латвия               | 298   | 86     | 67    | 145       | 328 — 484   | -156    | 40,10   |
| Литва                | 278   | 79     | 56    | 143       | 289 — 502   | -213    | 38,49   |
| Лихтенштейн          | 86    | 22     | 17    | 47        | 86 — 155    | -69     | 35,47   |
| Люксембург           | 455   | 60     | 55    | 340       | 310 — 1406  | -1096   | 19,23   |
| Македония            | 271   | 60     | 67    | 144       | 257 — 448   | -191    | 34,50   |
| Мальта               | 411   | 54     | 57    | 300       | 267 — 1140  | -873    | 20,07   |
| Молдавия             | 312   | 74     | 79    | 159       | 261 — 453   | -192    | 36,38   |
| Норвегия             | 902   | 303    | 179   | 420       | 1180 — 1464 | -284    | 43,51   |
| Польша               | 954   | 357    | 210   | 387       | 1335 — 1324 | 11      | 48,43   |
| Португалия           | 1717  | 717    | 393   | 607       | 2463 — 2063 | 400     | 53,20   |
| Россия               | 945   | 392    | 217   | 336       | 1340 — 1207 | 133     | 52,96   |
| Румыния              | 1116  | 404    | 256   | 456       | 1436 — 1551 | -115    | 47,67   |
| Саар                 | 2     | 1      | 0     | 1         | 5 — 7       | -2      | 50,00   |
| Сан-Марино           | 90    | 2      | 6     | 82        | 28 — 281    | -253    | 5,56    |
| Северная Ирландия    | 442   | 60     | 93    | 289       | 349 — 1079  | -730    | 24,10   |
| Сербия               | 489   | 177    | 140   | 172       | 674 — 618   | 56      | 50,51   |
| Словакия             | 445   | 171    | 92    | 182       | 562 — 622   | -60     | 48,76   |
| Словения             | 399   | 135    | 86    | 178       | 490 — 592   | -102    | 44,61   |
| СССР                 | 491   | 241    | 107   | 143       | 732 — 499   | 233     | 59,98   |
| Турция               | 1089  | 381    | 253   | 455       | 1348 — 1606 | -258    | 46,60   |
| Украина              | 814   | 334    | 187   | 293       | 1158 — 1034 | 124     | 52,52   |
| Уэльс                | 334   | 72     | 60    | 202       | 313 — 684   | -371    | 30,54   |
| Фарерские острова    | 215   | 21     | 41    | 153       | 147 — 547   | -400    | 19,30   |
| Финляндия            | 569   | 146    | 104   | 319       | 573 — 1138  | -565    | 34,80   |
| Франция              | 1981  | 854    | 459   | 667       | 2945 — 2391 | 554     | 54,69   |
| Хорватия             | 528   | 220    | 113   | 195       | 787 — 667   | 120     | 52,37   |
| Черногория           | 141   | 30     | 33    | 78        | 118 — 259   | -141    | 32,98   |
| Чехия                | 705   | 269    | 173   | 263       | 943 — 915   | 28      | 50,43   |
| Чехословакия         | 527   | 232    | 99    | 196       | 811 — 699   | 112     | 53,42   |
| Швейцария            | 1167  | 412    | 248   | 507       | 1637 — 1853 | -216    | 45,93   |
| Швеция               | 971   | 359    | 231   | 381       | 1315 — 1321 | -6      | 48,87   |
| Шотландия            | 1333  | 558    | 296   | 479       | 2005 — 1643 | 362     | 52,96   |
| Эстония              | 230   | 37     | 45    | 148       | 172 — 487   | -315    | 25,87   |
| Югославия            | 675   | 286    | 123   | 266       | 1111 — 959  | 152     | 51,48   |
| Итого:               | 23015 | 17987  | 5026  | 17987     | 64319       |         |         |

Примечание. В таблице учтены результаты следующих турниров: Кубок УЕФА, Лига Чeмпионов УЕФА, Лига Европы УЕФА, Кубок обладателей кубков, Кубок чемпионов УЕФА, Кубок Ярмарок. Не существующие ныне страны выделены курсивом.

### Индивидуальные рекорды

#### Бомбардиры
В списке ниже представлены вратари, сыгравшие не менее 50 игр на ноль в еврокубках.
| Место | Футболист          | Страна     | Карьера | Голов в ЕК | ЛЧ/КЕЧ | ЛЕ/КУ/КЯ | СКУ | КОК | ЛК | КИ | Клубы                                                                 |
| ----- | ------------------ | ---------- | ------- | ---------- | ------ | -------- | --- | --- | -- | -- | --------------------------------------------------------------------- |
| 1     | Пепе Рейна         | Испания    | 1982 –  | 73         | 25     | 8        | 31  | 0   | 0  | 0  | Милан (1), Наполи (8), Ливерпуль (38), Вильярреал (21), Барселона (5) |
| 2     | Эдвин ван дер Сар  | Нидерланды | 1970 –  | 69         | 51     | 2        | 0   | 6   | 1  | 0  | Манчестер Юнайтед (31), Фулхэм (5), Ювентус (5), Аякс (28)            |
| 3     | Джанлуиджи Буффон  | Италия     | 1978 –  | 67         | 51     | 3        | 0   | 13  | 0  | 0  | Пари Сен-Жермен (1), Ювентус (53), Парма (13)                         |
| 4     | Икер Касильяс      | Испания    | 1981 –  | 62         | 59     | 2        | 0   | 0   | 1  | 0  | Порту (8), Реал Мадрид (54)                                           |
| 5     | Петр Чех           | Чехия      | 1982 –  | 59         | 49     | 0        | 0   | 8   | 0  | 0  | Арсенал (10), Челси (41), Спарта (6), Хмел (2)                        |
| 6     | Франк Рост         | Германия   | 1973 –  | 56         | 2      | 0        | 0   | 38  | 0  | 0  | Гамбург (20), Шальке 04 (20), Вердер (16)                             |
| 7     | Рэй Клеменс        | Англия     | 1948 –  | 53         | 0      | 13       | 8   | 21  | 1  | 0  | Тоттенхэм Хотспур (14), Ливерпуль (39)                                |
| 8     | Виктор Вальдес     | Испания    | 1982 –  | 52         | 45     | 3        | 0   | 2   | 2  | 0  | Барселона (52)                                                        |
| 9     | Сантьяго Канисарес | Испания    | 1969 –  | 51         | 28     | 5        | 0   | 11  | 0  | 0  | Валенсия (48), Реал Мадрид (3)                                        |
| 10    | Сантьяго Канисарес | Испания    | 1969 –  | 51         | 28     | 0        | 0   | 11  | 0  | 0  | Валенсия (48), Реал Мадрид (3)                                        |

#### Лидеры по количеству проведённых матчей
В списке ниже представлены вратари, сыгравшие не менее 50 игр на ноль в еврокубках.
| Место | Футболист          | Страна     | Карьера | Матчей в ЕК | ЛЧ/КЕЧ | ЛЕ/КУ/КЯ | СКУ | КОК | ЛК | КИ | Клубы                                                                 |
| ----- | ------------------ | ---------- | ------- | ----------- | ------ | -------- | --- | --- | -- | -- | --------------------------------------------------------------------- |
| 1     | Пепе Рейна         | Испания    | 1982 –  | 73          | 25     | 8        | 31  | 0   | 0  | 0  | Милан (1), Наполи (8), Ливерпуль (38), Вильярреал (21), Барселона (5) |
| 2     | Эдвин ван дер Сар  | Нидерланды | 1970 –  | 69          | 51     | 2        | 0   | 6   | 1  | 0  | Манчестер Юнайтед (31), Фулхэм (5), Ювентус (5), Аякс (28)            |
| 3     | Джанлуиджи Буффон  | Италия     | 1978 –  | 67          | 51     | 3        | 0   | 13  | 0  | 0  | Пари Сен-Жермен (1), Ювентус (53), Парма (13)                         |
| 4     | Икер Касильяс      | Испания    | 1981 –  | 62          | 59     | 2        | 0   | 0   | 1  | 0  | Порту (8), Реал Мадрид (54)                                           |
| 5     | Петр Чех           | Чехия      | 1982 –  | 59          | 49     | 0        | 0   | 8   | 0  | 0  | Арсенал (10), Челси (41), Спарта (6), Хмел (2)                        |
| 6     | Франк Рост         | Германия   | 1973 –  | 56          | 2      | 0        | 0   | 38  | 0  | 0  | Гамбург (20), Шальке 04 (20), Вердер (16)                             |
| 7     | Рэй Клеменс        | Англия     | 1948 –  | 53          | 0      | 13       | 8   | 21  | 1  | 0  | Тоттенхэм Хотспур (14), Ливерпуль (39)                                |
| 8     | Виктор Вальдес     | Испания    | 1982 –  | 52          | 45     | 3        | 0   | 2   | 2  | 0  | Барселона (52)                                                        |
| 9     | Сантьяго Канисарес | Испания    | 1969 –  | 51          | 28     | 5        | 0   | 11  | 0  | 0  | Валенсия (48), Реал Мадрид (3)                                        |
| 10    | Сантьяго Канисарес | Испания    | 1969 –  | 51          | 28     | 0        | 0   | 11  | 0  | 0  | Валенсия (48), Реал Мадрид (3)                                        |

#### Лидеры по играм на ноль среди вратарей
В списке ниже представлены вратари, сыгравшие не менее 50 игр на ноль в еврокубках.
| Место | Игрок              | Дата рождения   | Клубы (в скобках указано количество сухих матчей, проведнных за каждый из них) | Страна     | Всего в ЕК | ЛЧ (основной раунд) | квалификация ЛЧ/КЕЧ | КОК | КЯ | ЛЕ/КУЕФА | СКУ | КИ |
| ----- | ------------------ | --------------- | ------------------------------------------------------------------------------ | ---------- | ---------- | ------------------- | ------------------- | --- | -- | -------- | --- | -- |
| 1     | Пепе Рейна         | 31 августа 1982 | Милан (1), Наполи (8), Ливерпуль (38), Вильярреал (21), Барселона (5)          | Испания    | 73         | 25                  | 8                   | 0   | 0  | 31       | 0   | 9  |
| 2     | Эдвин ван дер Сар  | 29 октября 1970 | Манчестер Юнайтед (31), Фулхэм (5), Ювентус (5), Аякс (28)                     | Нидерланды | 69         | 51                  | 2                   | 3   | 0  | 6        | 1   | 6  |
| 3     | Джанлуиджи Буффон  | 28 января 1978  | Пари Сен-Жермен (1), Ювентус (53), Парма (13)                                  | Италия     | 67         | 51                  | 3                   | 0   | 0  | 13       | 0   | 0  |
| 4     | Икер Касильяс      | 20 мая 1981     | Порту (8), Реал Мадрид (54)                                                    | Испания    | 62         | 59                  | 2                   | 0   | 0  | 0        | 1   | 0  |
| 5     | Петр Чех           | 20 мая 1982     | Арсенал (10), Челси (41), Спарта (6), Хмел (2)                                 | Чехия      | 59         | 49                  | 0                   | 0   | 0  | 8        | 0   | 2  |
| 6     | Франк Рост         | 30 июня 1973    | Гамбург (20), Шальке 04 (20), Вердер (16)                                      | Германия   | 56         | 2                   | 0                   | 0   | 0  | 38       | 0   | 16 |
| 7     | Рэй Клеменс        | 5 августа 1948  | Тоттенхэм Хотспур (14), Ливерпуль (39)                                         | Англия     | 53         | 0                   | 13                  | 10  | 8  | 21       | 1   | 0  |
| 8     | Виктор Вальдес     | 14 января 1982  | Барселона (52)                                                                 | Испания    | 52         | 45                  | 3                   | 0   | 0  | 2        | 2   | 0  |
| 9     | Сантьяго Канисарес | 18 декабря 1969 | Валенсия (48), Реал Мадрид (3)                                                 | Испания    | 51         | 28                  | 5                   | 0   | 0  | 11       | 0   | 7  |
| 10    | Сантьяго Канисарес | 18 декабря 1969 | Валенсия (48), Реал Мадрид (3)                                                 | Испания    | 51         | 28                  | 5                   | 0   | 0  | 11       | 0   | 7  |

Примечание. Данные по состоянию на 14 августа 2019. Учтены игры в турнирах: Кубок/Лига Чемпионов, Кубок обладателей кубков,-Кубок Ярмарок/Кубок УЕФА/Лига Европы, Суперкубок Европы (включая сезон 1972/73), Кубок Интертото (сезоны 1995—2008). Матч «на ноль» («сухой» матч) — матч, в котором вратарь, за отведенное ему игровое время не пропустил ни одного гола. Голы в серии послематчевых пенальти не учитываются. Игровое время может превышать 90 минут (для матчей с овертаймами) или быть меньше 90 минут (в случае замены голкипера или получения им красной карточки). Выход вратаря на замену, после которого тот не пропустил мяч, также учитывается как матч «на ноль».